# Bukovac (Doboj)
Bukovac är ett samhälle i Bosnien och Hercegovina. Det ligger i entiteten Republika Srpska, i den centrala delen av landet, 110 km norr om huvudstaden Sarajevo. Bukovac ligger 211 meter över havet och antalet invånare är 183.
Terrängen runt Bukovac är platt åt nordväst, men åt sydost är den kuperad.Närmaste större samhälle är Doboj, 14,1 km söder om Bukovac.
Omgivningarna runt Bukovac är en mosaik av jordbruksmark och naturlig växtlighet. Runt Bukovac är det ganska tätbefolkat, med 67 invånare per kvadratkilometer.